# Hedvika Kramná
Hedvika Kramná (10. srpna 1923 Petřkovice – 22. června 1954 státní hranice u Načetína) byla česká dělnice, která byla v roce 1954 zastřelena při pokusu překročit státní hranici do Německé demokratické republiky při útěku z Československa.
Narodila se v roce 1923 ve Petřkovicích, kde žila až do své smrti. Pracovala v chemických závodech v Hrušově. V noci z 21. na 22. června 1954 chtěla u Načetína s neznámým společníkem překročit státní hranici s cílem do Východního Německa propašovat cigarety, kávu, boty či propisky. Poté, co byla dvojice spatřena příslušníky Pohraniční stráže, se pokusila Kramná i se svým společníkem utéct. Druhé osobě se to sice podařilo, Kramnou však příslušníci hraniční stráže usmrtili, když jí zastřelili dávkou nábojů ze samopalu.
Postup příslušníků Pohraniční stráže byl posléze nadřízenými kritizován, za čin ovšem nikdy nebyl nikdo potrestán. Dodnes není zcela jasné, zda byla Kramná agentem chodcem či prostým pašerákem zboží. Pohřbena byla o několik dní později v Chomutově.